# 서도협
서도협(2001년 6월 25일 ~ )는 대한민국의 축구 선수로, 포지션은 윙어이다. 현재 K리그1 대구 FC 소속이다.